# 岸邊成雄
岸邊成雄（日语：／ Kishibe Shigeo，1912年6月16日—2005年1月4日）是一位日本音樂學家，曾是東京大学名誉教授、東洋音樂學會會長。 他主要以研究中國唐朝音樂和其他東洋音樂而聞名。

## 生平
岸邊成雄是教育家岸邊福雄的兒子，1912年6月16日出生於日本東京。1932年進入東京帝国大学文学部東洋史学科學習，畢業後擔任第一高等学校教授。1949年成為東京大学教養学部助理教授。1961年以發表《唐代音樂歷史的研究》（唐代音楽の歴史的研究）而獲得東京大学文学博士和日本學士院獎。1962年成為教授，1973年退休，給予名誉教授頭銜，後來也曾擔任帝京大學教授。

## 著作
- 《唐代音樂史的研究》[4]

## 外部連結
- 作品リスト：岸辺成雄[永久]